# Amedeo Ruggeri
Amedeo Ruggeri (ur. 14 czerwca 1889 roku w Bolonii, zm. 7 grudnia 1932 roku w Montlhéry) – włoski kierowca wyścigowy.

## Kariera
Ruggeri rozpoczął karierę w 1921 roku w wyścigach motocyklowych z motocyklem Harley-Davidson. W późniejszych latach został kierowcą wyścigowym Maserati. W 1931 roku wystartował w Grand Prix Włoch, zaliczanym do klasyfikacji Mistrzostw Europy AIACR. Nie dojechał jednak do mety. Z dorobkiem dwudziestu punktów został sklasyfikowany na 25. miejscu w końcowej klasyfikacji kierowców. W tym samym roku odniósł zwycięstwo w klasie w klasie 2000 cm3 Grand Prix Monzy. Rok później w mistrzostwach uzbierał łącznie dziewiętnaście punktów. Dało mu to ósmą pozycję w klasyfikacji generalnej. Zmarł przy próbie bicia rekordu prędkości na torze w Montlhéry. Jego samochód wpadł w obroty i wyrzucił kierowcę na zewnątrz. Ruggeri zmarł w czasie transportu do szpitala.